# Film d'amore e d'anarchia - Ovvero "Stamattina alle 10 in via dei Fiori nella nota casa di tolleranza..."
Film d'amore e d'anarchia - Ovvero "Stamattina alle 10 in via dei Fiori nella nota casa di tolleranza..." è un film del 1973 scritto e diretto da Lina Wertmüller.
Presentato in concorso al 26º Festival di Cannes, è valso al protagonista Giancarlo Giannini il premio per la migliore interpretazione maschile.

## Trama
Nel 1932 un contadino del Polesine, Antonio Soffiantini detto Tunin, dopo l'uccisione da parte dei carabinieri di un suo compagno anarchico, si reca a Roma per assassinare Mussolini. Nella capitale egli entra in contatto con Salomè, una prostituta amante di un anarchico del gruppo, la quale lo ospita nella casa chiusa in cui lavora, spacciandolo per un suo cugino. Qui Tunin si innamora di un'altra prostituta, Tripolina, alla quale svela la causa che lo ha portato a Roma chiedendole in cambio di passare gli ultimi due giorni con lui.
Nel frattempo un personaggio importante sta morendo per cause naturali mentre si trova alla casa chiusa, e la cinica padrona vuole farlo portare via di nascosto per evitare guai. Tunin e Salomè si occupano di trasportare il moribondo e in cambio Tunin ottiene i due giorni in esclusiva con Tripolina.
Il mattino dell'attentato Tunin si sveglia in ritardo, in seguito all'intervento di Tripolina, che vuole impedirgli di compiere il folle gesto per proteggerlo. Angosciato, perde il lume della ragione, e inizia a sparare sulle forze dell'ordine, che erano nel bordello per un controllo. Arrestato e picchiato dalla polizia politica, Tunin muore in prigione, ma la sua morte viene fatta passare per suicidio: «Stamattina alle 10 in via dei Fiori, nella nota casa di tolleranza, un uomo non identificato, in preda ad improvvisa crisi di follia, sparava ad una pattuglia di carabinieri accorsi al loro dovere. Arrestato, lo sconosciuto si toglieva la vita colpendo violentemente la testa contro il muro della cella».
Il film si chiude con una citazione dell'anarchico Errico Malatesta: «Voglio ripetere il mio orrore per attentati che oltre che essere cattivi in sé sono stupidi perché nuocciono alla causa che dovrebbero servire... Ma quegli assassini sono anche dei santi e degli eroi... e saranno celebrati il giorno in cui si dimenticherà il fatto brutale per ricordare solo l'idea che li illuminò e il martirio che li rese sacri».

## Colonna sonora
- Il brano Canzone arrabbiata, scritta da Nino Rota e cantata da Anna Melato (sorella di Mariangela), era già stata utilizzata dal compositore per un precedente film, Fantasmi a Roma (1961).
- La canzone Antonio Soffiantini detto Tunin è cantata da Anna Melato.
- Nel film è cantata, dalla Melato, la canzone "Amara me", di tradizione abruzzese, nota come "Scura maje ovvero Lamento di una vedova".
- I pezzi Ninna Nanna e Canzone appassionata sono cantati da Isa Danieli.

## Riconoscimenti
- 1973 - Festival di Cannes
  - Migliore interpretazione maschile a Giancarlo Giannini
  - Candidatura alla Palma d'oro a Lina Wertmüller
- 1973 - Grolla d'oro
  - Migliore attrice esordiente a Lina Polito
  - Candidatura per la Migliore attrice a Mariangela Melato
- 1973 - New York Film Critics Circle Awards
  - 3º posto Migliore attrice protagonista a Mariangela Melato
- 1974 - Nastro d'argento
  - Migliore attore protagonista a Giancarlo Giannini
  - Migliore attrice esordiente a Lina Polito
  - Candidatura per il Migliore soggetto a Lina Wertmüller

## Trasposizioni per altri media
- Dal film è stato tratto uno spettacolo teatrale diretto dalla stessa Wertmüller, con Elio (del gruppo Elio e le Storie Tese) e Giuliana De Sio, rispettivamente nei ruoli che furono di Giancarlo Giannini e di Mariangela Melato.